# Charles Christian Gambs
Charles Christian Gambs, né le 6 septembre 1759 à Strasbourg et mort le 12 septembre 1822 dans la même ville, est un pasteur luthérien alsacien, aumônier de l'ambassade de Suède à Paris de 1784 à 1806, qui, pendant la Révolution, fut l'un des deux seuls ministres du culte chrétiens de Paris, avec son collègue de l'ambassade du Danemark, à ne jamais interrompre les offices religieux et les actes pastoraux, y compris en pleine Terreur.

## Biographie
C.C. Gambs est né à Strasbourg le 6 septembre 1759. Il est le fils de Jean Christian Gambs (1723-1780), tonnelier et de Catherine Dorothée Hühn. Un an après cette naissance, le père abandonne son épouse et ses trois enfants. Charles Christian sera élevé par sa mère, dans la plus grande pauvreté. En 1767, il est admis au Gymnase protestant où il apprend notamment le français, l'allemand et le latin. Remarqué par le professeur Laurent Blessig, il obtient une bourse et est immatriculé à l'Université luthérienne de Strasbourg en 1774, d'abord en philosophie, puis en 1780 en théologie. Sa bourse lui est retirée à la suite d'une fugue à Darmstadt (Allemagne) pour y faire du théâtre. Outre Rhin, il fréquente les milieux littéraires. Il devra à son retour, pour subsister, donner des leçons et rédiger des poèmes de circonstance commandées par la bourgeoisie strasbourgeoise. Il se lie d'amitié avec Frédérique Brion, fille du pasteur de Sessenheim et « fiancée » de Goethe et correspondra longtemps avec elle. Il fait également un voyage en Suisse où pendant quelques semaines il suit l'enseignement et les prédications de Lavater à Zurich, ce qui le marque profondément. À l'issue de ses études en 1784, ayant vainement sollicité un poste de pasteur à Strasbourg auprès du Convent ecclésiastique et sur les conseils de Blessig, il demande et obtient la charge d'aumônier de l'Ambassade de Suède qui vient d'être libérée par le départ du pasteur alsacien Frédéric-Charles Baer. Il a alors vingt cinq ans et c'est un jeune homme mûr et cultivé, aux opinions libérales, d'aspect d'autant plus austère qu'il est marqué par la petite vérole qui lui a fait perdre l'œil gauche, remplacé par un œil de verre. Il est rétribué par le gouvernement suédois, fait partie du personnel de l'ambassade et est logé dans celle-ci, installée à l'Hôtel Dillon, actuel 94 de la rue du Bac. Dans le royaume de France où le culte protestant est toujours interdit, la chapelle de l'ambassade de Suède tient lieu de refuge paroissial pour la plupart des luthériens de la capitale, français comme étrangers, principalement suédois et allemands. Il va rester à ce poste pendant 22 ans, très apprécié de ses fidèles, aristocrates, bourgeois et artisans du faubourg Saint-Antoine.

### Premières années à Paris
Les premières années de son ministère sont heureuses. L'Ambassadeur de Suède est alors le baron Erik Magnus Staël von Holstein. Il fait entière confiance à Gambs avec lequel il a des affinités, au point qu'il lui confiera les clés et la responsabilité de l'ambassade lorsqu'il sera absent de 1792 à 1795, rappelé par son souverain. Le 14 janvier 1786, c'est Gambs qui bénit le mariage de son ambassadeur avec Anne Louise Germaine Necker, fille du richissime banquier et ministre, dans la chapelle de l'Ambassade. Les comtes Axel de Fersen, colonel du régiment Royal-Suédois, son frère Fabian capitaine des gardes du roi de Suède et le duc Maximilien de Croÿ, commandant du régiment Flandre-Infanterie et gouverneur de Sélestat sont témoins de ce grand mariage. C'est encore Gambs qui baptisera trois des enfants du couple, nés à Paris. Il va par ailleurs s'occuper d'agrandir le petit hôpital pour les luthériens créé par son prédécesseur et l'aumônier de l'Ambassade de Danemark. Il ajoute une aile d'une dizaine de lits pour les femmes malades et agrandit la partie réservée aux hommes, soutenu financièrement par l'ambassadrice et de riches paroissiens. En 1790, il y recevra également les réformés, à la demande du pasteur Marron.

Le baron Erik Magnus Staël von Holstein.
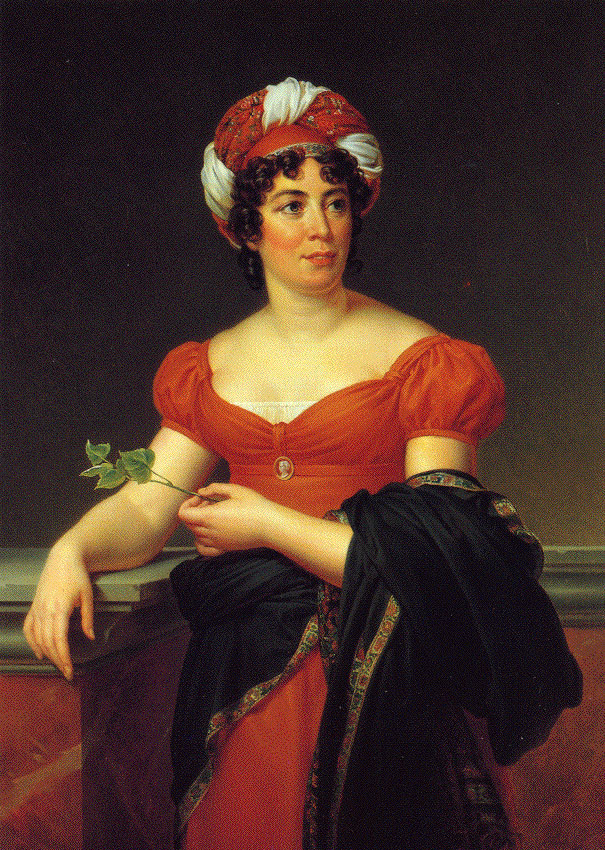
Son épouse, Germaine de Staël, née Necker[5].

### Débuts de la Révolution
Mais la situation se gâte avec le déclenchement de la Révolution. Gambs, comme l'Ambassadeur et son épouse, sont d'abord favorables, mais vite horrifiés par les excès de toutes sortes. Dans son autobiographie il écrit : 

« Dans l'année 1789, la révolution éclata en France. Elle chassa la plupart des étrangers. Beaucoup d'artisans luthériens furent saisis par le vertige révolutionnaire. D'autres délaissèrent la religion. La communauté se vida et nos finances s'épuisèrent. »

 Courant 1791, certains membres de la paroisse sont impliqués dans la tentative de fuite de la famille royale, en particulier Axel de Fersen, la baronne de Korff et le sellier Ludwig auquel les premiers commandent et payent la berline qui sera utilisée. En février 1792 l'Ambassadeur est rappelé en Suède et laisse sur place sa femme et son fils, les confiant à Gambs auquel il donne procuration. Lors des massacres de septembre, l'aumônier accueille le comte de Narbonne, ancien ministre de la Guerre de Louis XVI et amant de Madame de Staël, le cache sous l'autel de la chapelle pendant plusieurs jours, puis assure sa fuite hors de Paris, muni d'un passeport suédois. Germaine Necker décide alors de se réfugier à Coppet, en Suisse et quitte Paris, non sans difficultés. Gambs, resté seul, cachera encore d'autres proscrits.

### L'affaire des registres
Au cours de l'été 1793, un officier municipal se présente à l'Ambassade et exige la remise des registres paroissiaux, en application de la loi 20 septembre 1792. Rappelant les privilèges diplomatiques, C.C. Gambs refuse d'obtempérer et déclare qu'il va en référer à son gouvernement, propriétaire de ces registres. Le représentant de la commune annonce qu'il reviendra et usera de la force publique. Immédiatement le pasteur écrit au ministre des Relations extérieures pour protester contre cette violation de l'ambassade. : 

« Je vous préviens, citoyen ministre, de cette démarche. C'est à vous de l'empêcher. C'est à vous de juger si l'on doit violer l'asile toujours sacré d'une ambassade et enlever un dépôt que la France ne peut réclamer sous aucun prétexte. Je vous déclare que je ne puis donner les Registres de la Chapelle de Suède sans un ordre de mon gouvernement. »

 Mais la commune ne désarme pas, d'autant plus que Gambs est français et doit selon elle obéir aux lois de la République. Elle reviendra plusieurs fois à la charge, mais l'aumônier ne lâche rien, proposant simplement de lui fournir une copie des actes de ces registres. L'affaire en reste là et grâce à Gambs les registres de l'ambassade de Suède figurent parmi les rares registres paroissiaux et d'état-civil de Paris qui échapperont aux incendies de la Commune en 1871.

### La Terreur
Pendant la Terreur, les révolutionnaires tenteront par tous les moyens de se débarrasser de ce pasteur encombrant et de ses fidèles jugés suspects. Ils mettent en vente comme bien national l'Hôtel Dillon où est logée l'ambassade. Une affiche est apposée sur celle-ci. Immédiatement le pasteur alerte le ministre des Relations extérieures. Il retrouve dans les papiers du baron de Staël un bail qui court encore pour deux années. Il l'envoie au ministre, qui lui permet de rester jusqu'au terme de la location en payant un loyer à la commune. Au plus fort de la Terreur et malgré les mesures de déchristianisation de plus en plus radicales, il refuse de se démettre, de prêter serment, de se couvrir par des déclarations ou des gestes de reniement. Il poursuit toutes ses activités pastorales, prêchant tous les dimanches, distribuant la communion, célébrant baptêmes et mariages, catéchisant et visitant les malades à l'hôpital protestant. Faute de ressources financières, il devra cependant finir par fermer définitivement cette œuvre en 1795. Protégé par les immunités diplomatiques, puis par son ambassadeur revenu avec sa famille au printemps 1795, il est soutenu par un groupe actif de ses fidèles. Les révolutionnaires s'en prennent à ces derniers, dont plusieurs, dénoncés comme suspects, sont poursuivis, incarcérés et pour certains expulsés de France et trois d'entre eux exécutés. Seules concessions de l'aumônier, pendant quelques semaines il utilise le calendrier révolutionnaire dans ses registres et célèbre ses cultes le décadi au lieu du dimanche.

### Le tournant de 1806
Sous le Consulat, la situation de la communauté s'améliore rapidement, les fidèles reviennent, de nouveaux arrivants s'intègrent, les dons augmentent et le pasteur Gambs poursuit son ministère. La réorganisation des cultes menée par Bonaparte en 1801-1802, ne modifie pas cette situation en un premier temps car rien n'est prévu pour les luthériens de Paris. Artisans, officiers généraux, négociants, banquiers, grands seigneurs, continuent de fréquenter la chapelle de l'Ambassade de Suède, avec l'accord du nouvel ambassadeur. Mais en 1804 les relations entre la France et la Suède se tendent jusqu'à la rupture. Une fois de plus Gambs se retrouve seul à l'ambassade. C'est alors que renaît l'affaire des registres. Un décret du 22 juillet 1806 nomme un commissaire interprète pour dresser un extrait général des actes concernant l'état-civil des luthériens, enregistrés par les chapelains des ambassades et ordonne leur traduction en français, puis leur dépôt au service des actes d'état-civil de Paris. Il demande en outre une étude en vue de la création d'un consistoire luthérien de Paris, ou d'une succursale. Un second décret du 15 août 1806 instaure un oratoire de la Confession d'Augsbourg à Paris, avec un pasteur au traitement de 1 500 f par an. Gambs rend compte de la situation à son gouvernement qui vient d'entrer en guerre contre la France. Il est rappelé, reçoit l'ordre de fermer l'ambassade et un poste pastoral en Poméranie lui est offert. Avec une femme et cinq enfants, il ne peut envisager d'occuper le nouveau poste créé à Paris au traitement de 1 500 f, insuffisant pour vivre dans la capitale et il n'est pas tenté par la Poméranie. De plus les notables luthériens ne font rien pour le retenir, souhaitant échapper à son autorité et prendre en mains le nouvel oratoire. C'est ainsi que le 21 octobre 1806, C. C. Gambs part pour la Suède, muni de son passeport diplomatique. Libéré de sa charge et pensionné, il rejoint enfin Strasbourg en janvier 1807 où sa famille, demeurée à Paris, le rejoint.

### La fin de son ministère
Son séjour à Strasbourg sera bref car le 4 février 1807 il est expulsé de France comme agent étranger, quoique de nationalité française. En juillet, il est élu troisième pasteur de l'église de Brême (Allemagne) où il peut poursuivre son ministère. Lorsque le décret impérial du 11 août 1808 instaure enfin à Paris un consistoire luthérien avec deux pasteurs au traitement de 3 000 f, le nouveau consistoire élu, composé de notables, demande la levée de l'exil du pasteur Gambs et élit celui-ci comme premier pasteur de Paris. À cinquante trois ans passés, celui-ci recule devant la lourdeur de la tâche qui s'annonce, d'autant plus qu'à Brême il est choyé, honoré et jouit d'une situation apaisée et brillante. Il refuse donc de revenir à Paris et écrit à un ami parisien : « Paris peut se passer de moi, et moi, grâce à Dieu, je peux me passer de Paris ». Il restera à Brême jusqu'en 1814, et reviendra alors à Strasbourg où il est nommé pasteur de la paroisse Sainte-Aurélie et le restera jusqu'à sa mort le 12 septembre 1822 à Strasbourg. Son portrait peint est aujourd'hui exposé dans cette église strasbourgeoise.

## Famille
Charles Christian Gambs a épousé à Paris, le 10 novembre 1791, une jeune Colmarienne arrivée depuis peu dans la capitale et qui fréquentait la chapelle de l'ambassade de Suède, Anne Marie Meyer. Ils ont eu sept enfants, dont une fille Jeanne Henriette, née à Paris le 8 novembre 1801, qui épousera à Strasbourg le 19 avril 1826, Charles Louis Frommel, originaire de Prusse, lesquels auront un fils, Émile Frommel, aumônier de la cour de Prusse et d'autre part un fils Chrétien Hermann Gambs, né à Brême le 30 décembre 1812, qui sera pasteur en Alsace, d'abord à Weiterswiller (1844-1851), puis à Schwindratzheim (1851-1886), deux paroisses du Bas-Rhin.

## Œuvres
Le pasteur Gambs a publié à Paris en 1800, un recueil de cantiques en langue française : Recueil de cantiques à l'usage de la chapelle royale de Suède à Paris, destiné à faire pendant au recueil de cantiques de Baer, en allemand.
En 1806, il a également publié à Paris un Sermon prononcé à Paris, dans la chapelle royale de Suède, le 19 octobre 1806, sur les paroles de Saint-Paul, Actes 20, v. 32 et à Strasbourg en 1817 une Prédication réformée de l'année du jubilé 1817.
Il a également publié trois recueils de sermons en allemand, à Brême en 1808 et 1809.
Il est l'auteur d'une autobiographie manuscrite (28 ff.), datée du 8 mars 1820, qui a été donnée par son arrière-petit-fils Hermann Gambs à la bibliothèque municipale de Strasbourg. Elle fait désormais partie des collections du fonds patrimonial de la médiathèque André-Malraux de Strasbourg (ms 1146). En 1909 ce texte a été publié par Johann Froitzheim (de).

Premiers feuillets de l'autobiographie manuscrite (1820).
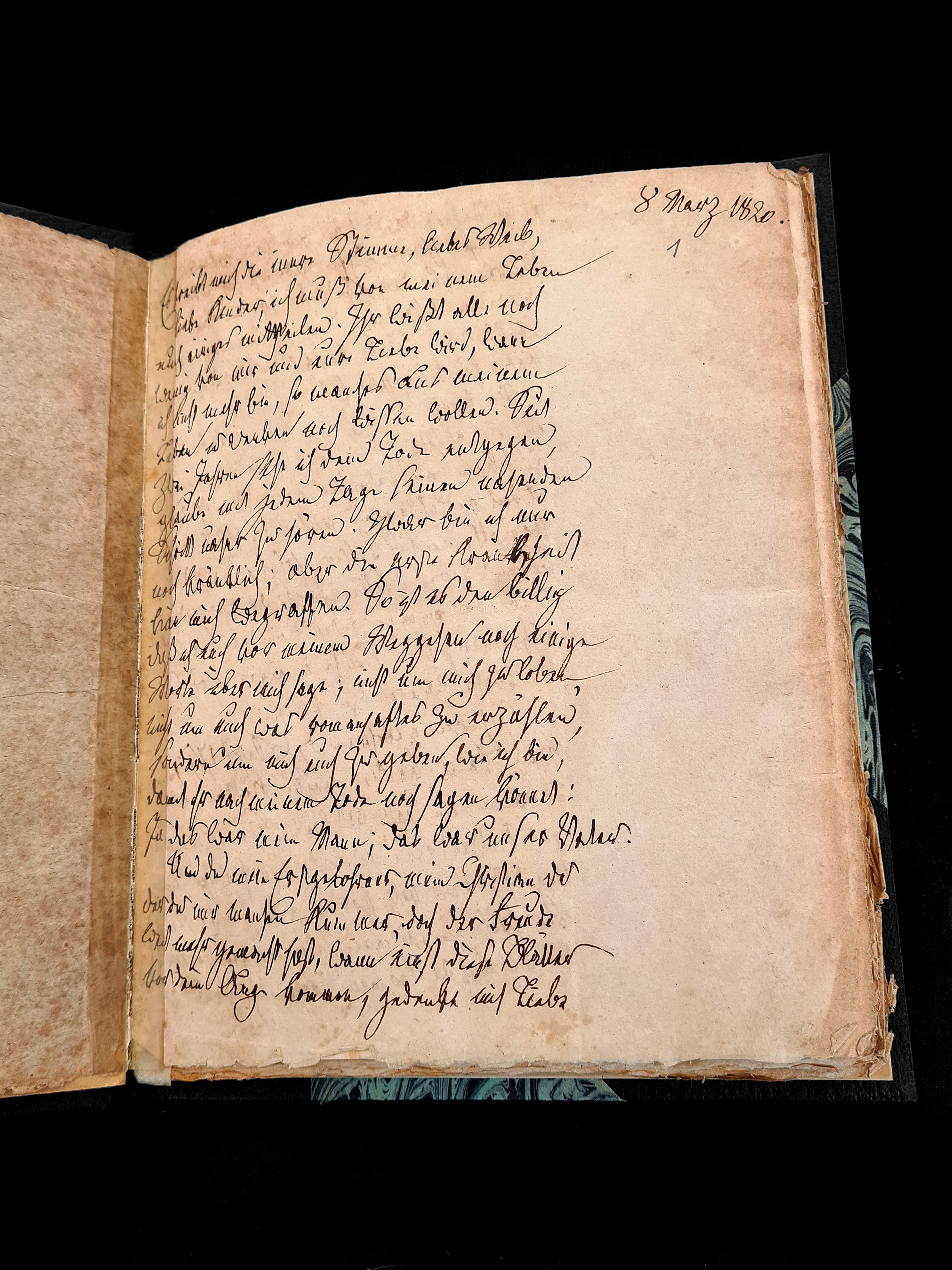
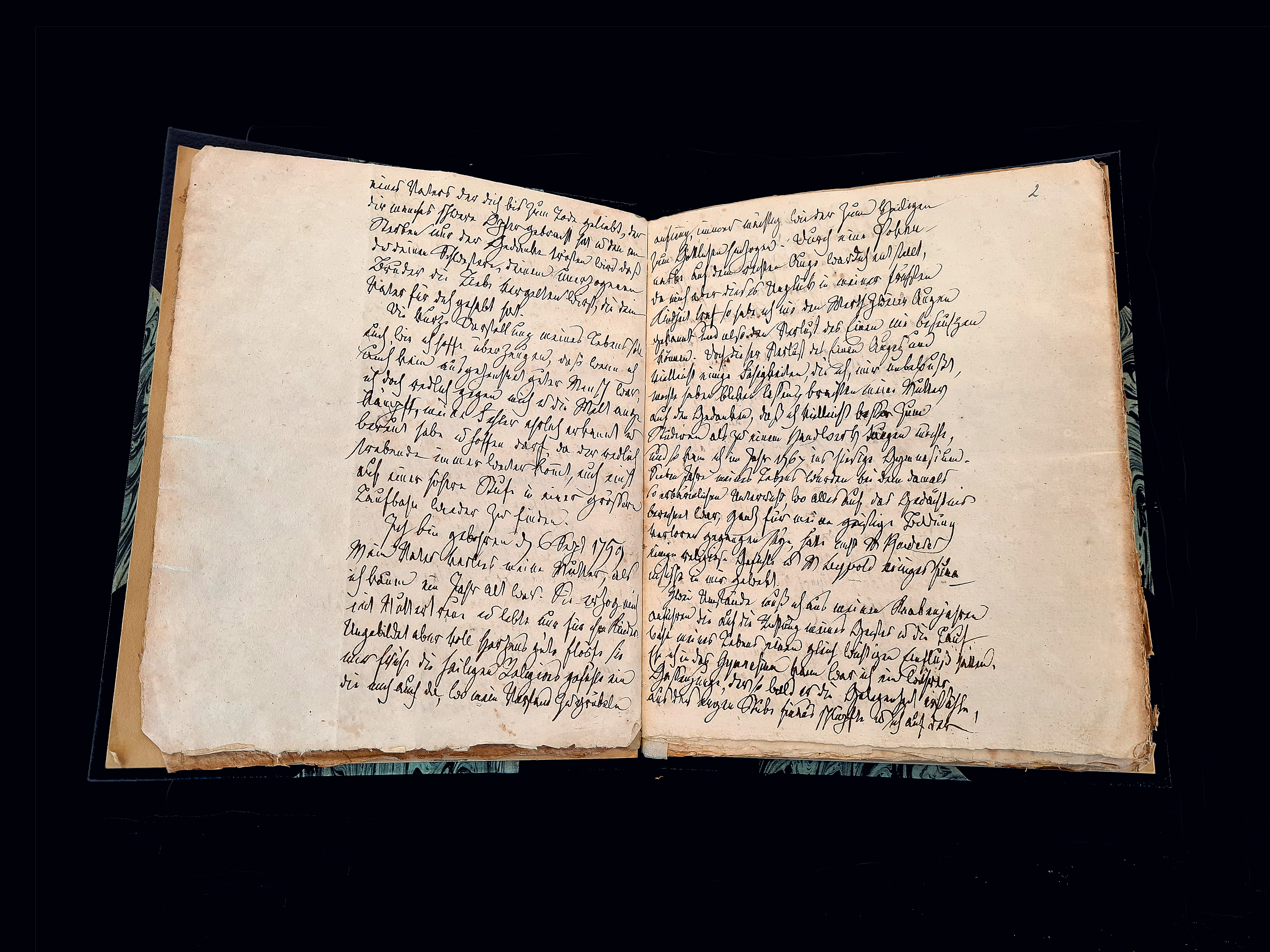
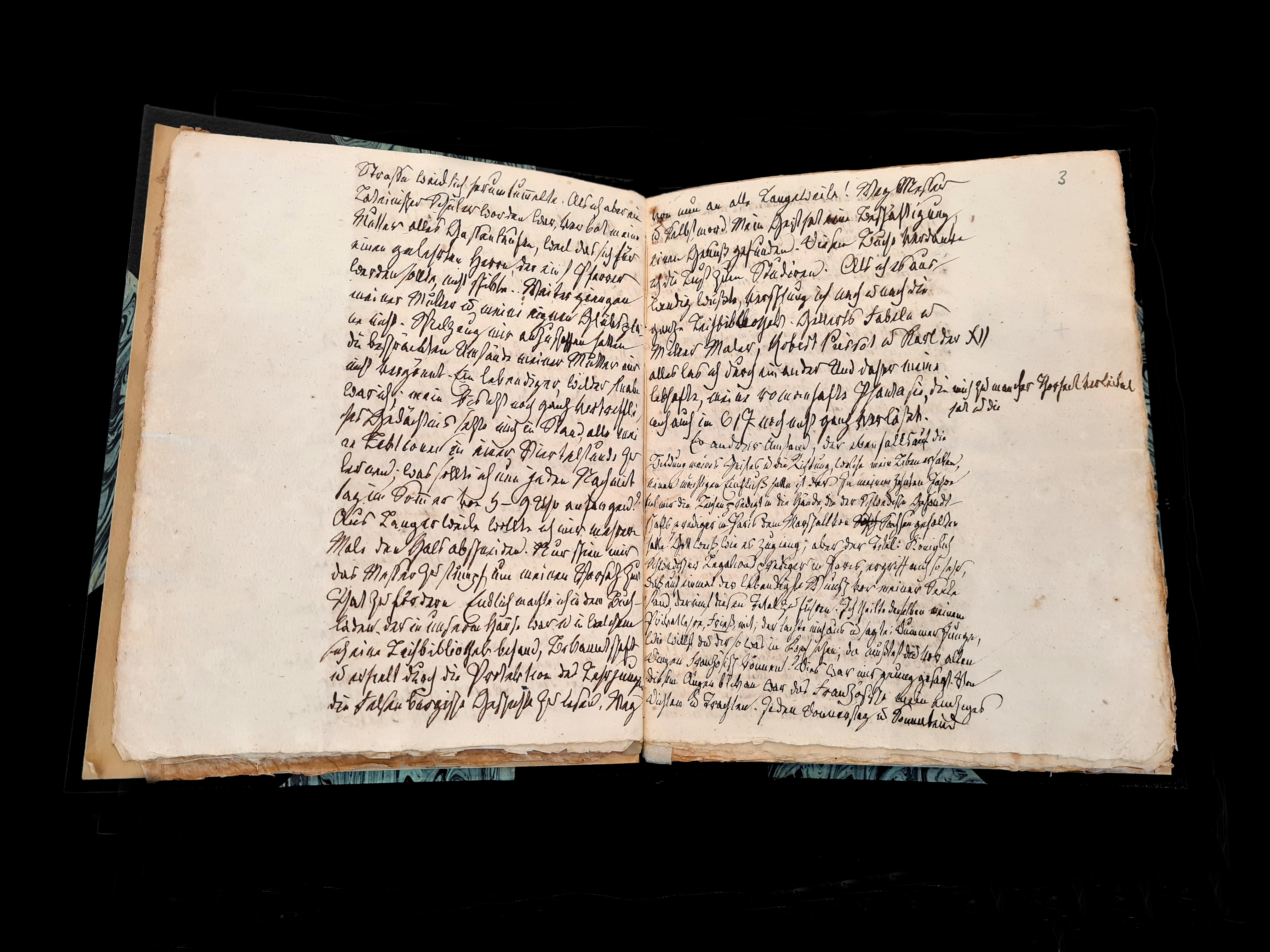
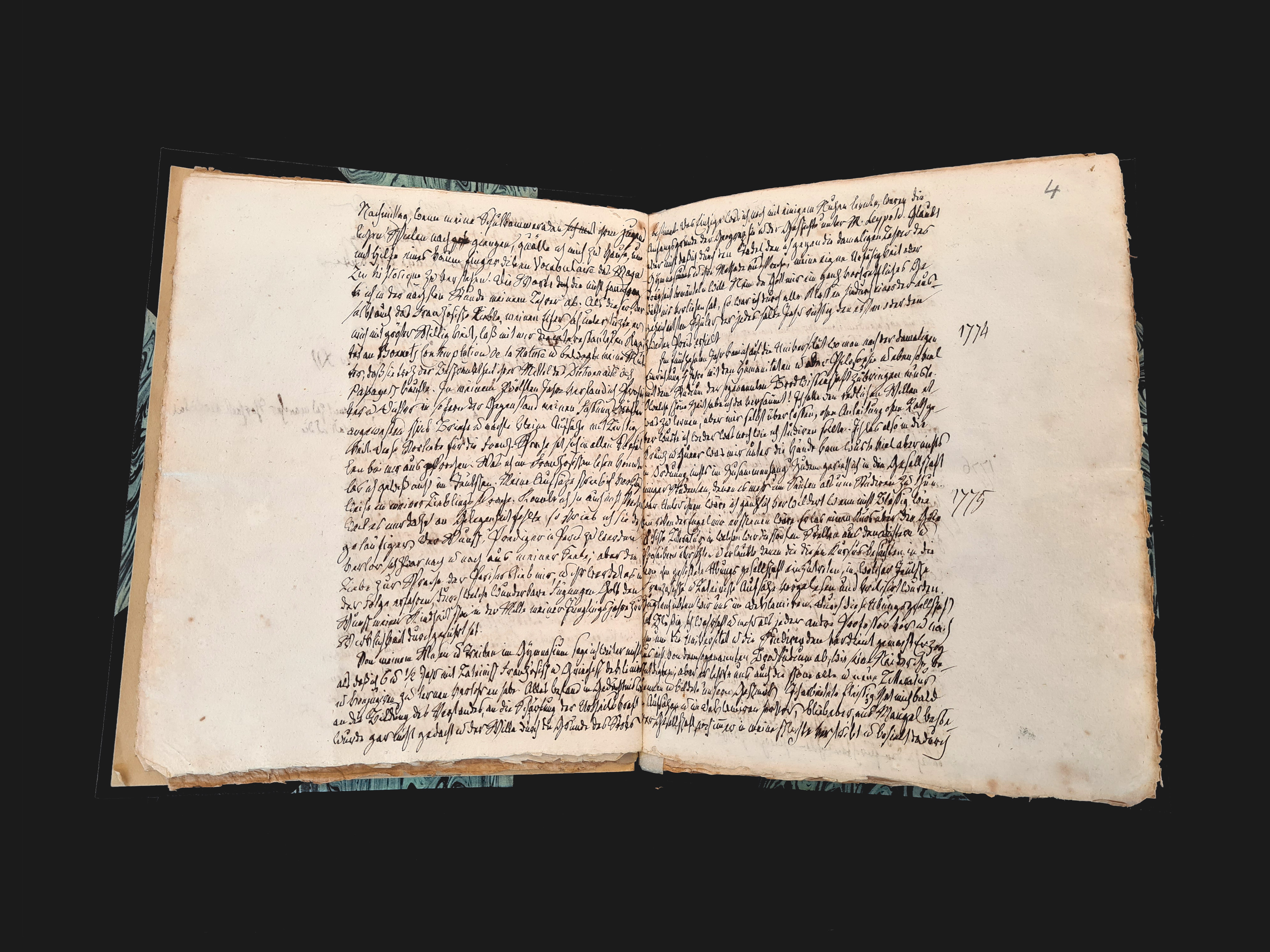